# Palaeosafia hoenei
Palaeosafia hoenei là một loài bướm đêm trong họ Noctuidae.